# Мозжухин, Александр Сергеевич
Александр Сергеевич Мозжухин (1921—2001) — советский учёный-медик и педагог, физиолог, организатор здравоохранения и медицинской науки, доктор медицинских наук (1955), профессор (1965), полковник медицинской службы (1963). Заслуженный деятель науки РСФСР (1971).

## Биография
Родился 28 августа 1921 года в Краснодаре.
С 1938 по 1943 год проходил обучение на военном факультете 2-го Московского государственного медицинского института, который окончил с отличием. С 1943 по 1945 год обучался в адъюнктуре по кафедре нормальной физиологии Военно-медицинской академии имени С. М. Кирова, ученик академиков Л. А. Орбели и А. В. Лебединского.
С 1945 по 1975 год начал свою научно-педагогическую деятельность на кафедре нормальной физиологии Военно-медицинской академии имени С. М. Кирова в должностях: преподаватель и  старший преподаватель. С 1964 по 1975 год — начальник кафедры нормальной физиологии (с курсом физиологии военного труда) и с 1965 года — профессор и учёный секретарь Военно-медицинской академии имени С. М. Кирова. С 1950 по 1960 год одновременно с педагогической занимался и научной деятельностью в НИИ медицины Министерства обороны СССР. С 1975 года — заведующий кафедрой физиологии Государственного ордена Ленина и ордена Красного Знамени института физической культуры имени П. Ф. Лесгафта.

### Научно-педагогическая деятельность
Основная научно-педагогическая деятельность А. С. Мозжухина была связана с вопросами в области исследования функциональных резервов организма, физиологии органов чувств в том числе проблемы радиобиологии, механизмы биоэлектрогенеза, регуляция сердечной деятельности и взаимодействие афферентных систем.
В 1946 году А. С. Мозжухин защитил кандидатскую диссертацию на соискание учёной степени кандидат медицинских наук по теме: «Функциональное состояние коры головного мозга и органов чувств при проникающих ранениях черепа», в 1955 году — доктор медицинских наук по теме: «Значение нарушения углеводно-фосфорного обмена и микроструктуры ткани для генерации биотоков в
скелетной мышце». В 1965 году А. С. Мозжухину было присвоено учёное звание профессора. В 1971 году за заслуги в научно-педагогической деятельности ему была присвоено почётное звание Заслуженный деятель науки РСФСР. Он является автором более трёхсот научных трудов в том числе десяти монографий, пятнадцати учебников и шести изобретений, им было подготовлено более десяти докторов и тридцати двух кандидатов наук.

## Награды
- Орден Красной Звезды (30.12.1956)
- Медаль «За боевые заслуги» (15.11.1950)[4]
- Медаль «За победу над Германией в Великой Отечественной войне 1941—1945 гг.»

### Звания
Заслуженный деятель науки РСФСР (1971)